# Yamangalea frewana
Espèce
Yamangalea frewana est une espèce d'araignées aranéomorphes de la famille des Salticidae.

## Distribution
Cette espèce est endémique de Nouvelle-Guinée orientale en Papouasie-Nouvelle-Guinée,. Elle se rencontre dans les provinces d'Enga et des Hautes-Terres orientales entre 2 320 et 2 490 m d'altitude.

## Description
La carapace du mâle holotype mesure 1,6 mm de long et l'abdomen 1,4 mm et la carapace de la femelle paratype mesure 1,9 mm de long et l'abdomen 2,1 mm.

## Étymologie
Cette espèce est nommée en l'honneur de Fred R. Wanless.

## Publication originale
- Maddison, 2009 : New cocalodine jumping spiders from Papua New Guinea (Araneae: Salticidae: Cocalodinae). Zootaxa, no 2021, p. 1-22.